# Ричардс (остров)
Остров Ричардс (на английски: Richards Island) е 27-ият по големина остров в Канадския арктичен архипелаг.
Площта му е 2165 км2, която го нарежда на 35-о място по големина в Канада. Административно принадлежи на канадските Северозападни територии. Остров Ричардс е най-западният канадски остров с площ над 100 км2.
Островът се намира в делтата на река Маккензи, в море Бофорт. Той не е типичен морски остров и не принадлежи официално към Канадския арктичен архипелаг, но е измежду големите арктически острови на страната. На изток е главният проток на делтата, а на югозапад и запад второстепенният ръкав Райндър. На север островът има силно разчленено крайбрежие към море Бофорт. Дължината на цялата му брегова линия е 486 км. Дължината на острова от североизток на югозапад е 53 км, а ширината от северозапад на югоизток – 26 км.
Релефът е равнинен със средна надморска височина 20-40 м и отделни ниски възвишения с максимална височина от 70-80 м. Целият остров е изпъстрен със стотици малки и по-големи (Грейси, Мид, Денис, Пулен и др.) езера. Има открити и експлоатиращи се находища на нефт и газ.
Островът е необитаем, но в югоизточната му част, на левия бряг на река Маккензи, на 69°06′ с. ш. 134°24′ з. д. / 69.1° с. ш. 134.4° з. д. има целогодишно действащо летище за малки транспортни самолети и вертолети, използвани от петролодобивните компании, което летище се поддържа от постоянен персонал.
Остров Ричардс е открит през юли 1826 г. от Джон Ричардсън, участник в експедицията на сър Джон Франклин и е кръстен в чест на тогавашния управител на Централната английска банка Джон Бейкър Ричардс.
|  | Тази страница частично или изцяло представлява превод на страницата Richards Island в Уикипедия на английски. Оригиналният текст, както и този превод, са защитени от Лиценза „Криейтив Комънс – Признание – Споделяне на споделеното“, а за съдържание, създадено преди юни 2009 година – от Лиценза за свободна документация на ГНУ. Прегледайте историята на редакциите на оригиналната страница, както и на преводната страница, за да видите списъка на съавторите. ВАЖНО: Този шаблон се отнася единствено до авторските права върху съдържанието на статията. Добавянето му не отменя изискването да се посочват конкретни източници на твърденията, които да бъдат благонадеждни. |